# 1993 (numero)
Millenovecentonovantatré (1993) è il numero naturale dopo il 1992 e prima del 1994.

## Proprietà matematiche
- È un numero dispari.
- È un numero primo e un numero primo forte.
- È un numero difettivo.
- È esprimibile in un solo modo come somma di due quadrati: 1993 = 1849 + 144 = 432 + 122.
- È un numero nontotiente in quanto dispari e diverso da 1.
- È un numero intero privo di quadrati.
- È un numero odioso.
- È parte delle terne pitagoriche (1032, 1705, 1993), (1993, 1986024, 1986025).

## Astronomia
- 1993 Guacolda è un asteroide della fascia principale del sistema solare.

## Astronautica
- Cosmos 1993 è un satellite artificiale russo.

## Altri ambiti
- 1993 (serie televisiva) è una serie televisiva italiana.